# Sarah Haider
Sarah Haider (Karachi, Pakistán) es una escritora, oradora pública y activista política paquistaní-estadounidense. Creó el grupo de defensa Exmusulmanes de América del Norte (EXMNA), que busca normalizar la disidencia religiosa y ayudar a los exmusulmanes a abandonar la religión vinculándolos a redes de apoyo. Es cofundadora y directora de desarrollo de EXMNA.

## Trayectoria
Sarah Haider nació en una familia musulmana chiita practicante. Su familia se mudó a los Estados Unidos cuando tenía siete años y se crio en Houston, Texas. De pequeña era devota musulmana chiita.
En una entrevista de 2017 con el blog Gene Expression, dijo sobre su participación religiosa:

Me vestía con modestia para desviar la atención de mi cuerpo y, para desconcierto de mis padres, opté por ponerme el hiyab durante un breve periodo. Me mantuve alejada de las drogas o de los encuentros sexuales de cualquier tipo, cumplí con las restricciones dietéticas y recé con la mayor regularidad posible.

Se hizo atea a la edad de 16 años. Su padre era relativamente liberal y aunque no le permitió usar pantalones cortos o tener novios, si que pudo leer los libros que quería, incluidos los que criticaban el Islam, y le permitió mudarse lejos de casa para ir a la universidad. Su viaje hacia el cuestionamiento de la religión comenzó cuando sus amigos ateos en la escuela secundaria comenzaron a tener debates con ella. Uno de ellos imprimía versos "horribles" del Corán y se los entregaba sin más comentarios. Sarah Haider se dispuso a demostrar que sus amigos ateos estaban equivocados y comenzó a estudiar el Corán para comprender el contexto de estos versos. Sin embargo, descubrió que a veces el contexto era peor y poco a poco se volvió atea. Desde entonces, su padre también se ha vuelto ateo. Sarah Haider describió el viaje hacia el ateísmo con su padre en el Reason Rally en 2016 como una larga serie de debates que abarcan más de una década. Sin embargo, no fue hasta que su padre descubrió grupos de Facebook de otros ateos paquistaníes que tenían miembros activos de su edad que se sintió cómodo dejando el Islam. Ahora aconseja a los exmusulmanes que encuentren a sus pares seculares familiares para que se sientan más cómodos dejando la religión.
Después de terminar la universidad, se mudó a Washington D. C. y se involucró con grupos de defensa social y sin fines de lucro. Esta participación la inspiró a lanzar su propio grupo de defensa sin fines de lucro más adelante. Actualmente vive en Washington D. C..

## Activismo
En 2013, Haider y Muhammad Syed cofundaron Ex-Muslims of North America (EXMNA), una organización de defensa y una comunidad en línea cuyo objetivo es normalizar la disidencia religiosa y ayudar a crear comunidades locales de apoyo para quienes abandonaron el Islam. La organización comenzó en Washington D. C. y Toronto, y está activa en más de 25 ubicaciones en los Estados Unidos y Canadá.
EXMNA cree que las comunidades musulmanas a menudo evitan a los acusados de apostasía, así como a sus familias, y que el miedo a la excomunión y la violencia hace que sea peligroso para los exmusulmanes encerrados si son expuestos como incrédulos. Han declarado que los "apóstatas islámicos viven con un nivel de amenaza que influye en todos los aspectos de la vida", porque cuando alguien deja la fe, a menudo pierde su comunidad y el apoyo social, incluida su mezquita, sus amigos e incluso potencialmente su familia. Esta es la razón por la que EXMNA cree que es muy importante normalizar la disidencia en las comunidades religiosas y por eso ha creado una red de apoyo social para aquellos que optaron por abandonar el Islam.
Debido al temor de que los apóstatas sean descubiertos, EXMNA tiene un largo proceso de selección para garantizar la seguridad de los miembros de EXMNA.
En 2015 pronunció un discurso llamado El islam y la necesidad de la crítica liberal en la 74.ª conferencia anual de la Asociación Humanista Estadounidense en Denver, Colorado, que ha sido ampliamente visto desde que se subió a YouTube. Durante una entrevista con Dave Rubin, dijo que estaba nerviosa por pronunciar el discurso, creyendo que el tema del Islam y la disidencia era "sensible", pero que estaba encantada con la buena recepción del discurso. 
Sarah Haider, una liberal que se describe a sí misma, está desanimada por lo que ella siente es una actitud hostil hacia los ex musulmanes por parte de sus compañeros liberales. Ella ha dicho que las mujeres que abandonan el Islam a menudo enfrentan ostracismo, palizas, acoso y amenazas de sus familias y comunidades, viajes forzados de regreso a sus países de origen para liberarse de la influencia occidental y matrimonio forzado, y por lo tanto deberían estar entre las más bienvenidas. por la comunidad liberal. Sin embargo, siente que ella y otros ex-musulmanes son rechazados por la izquierda, ya que se les llama islamófobos. Sarah Haider ha declarado que esto hace precaria la posición de los ex-musulmanes ateos porque "la derecha política no es nuestra amiga. No tenemos aliados en la derecha debido a nuestro ateísmo, pero al mismo tiempo siente que los exmusulmanes también tienen muy pocos aliados en la izquierda."
En 2017, Haider decidió llevar a EXMNA a una gira por los Estados Unidos y Canadá para hablar en campus universitarios durante el año académico 2017–2018. EXMNA habló sobre una variedad de temas que afectan a los musulmanes y ex-musulmanes.